# Нордлунд, Рогер
Рогер Нордлунд (швед. Roger Nordlund; род. 19 ноября 1957, Финляндия) — политик Аландских островов; с 1999 по 2007 год — премьер-министр правительства Аландов.

## Биография
Родился 19 ноября 1957 года.
С 1986 по 1987 и с 1997 по 2007 год — председатель политической партии Аландский центр.
С 1983 по 1987 год — депутат Парламента Аландских островов, а с 1991 по 1995 годы — министр образования и культуры в правительстве Аландов (с 1995 по 1999 годы — вице-премьер Правительства).
С 1999 по 2007 год — премьер-министр правительства Аландских островов.
С 2007 по 2011 год — спикер Парламента Аландских островов.
С 2011 по 2015 год — вице-премьер и министр финансов правительства Аландов.